# Корнилова (деревня)
Корнилова — деревня в Пригородном районе Свердловской области России. Входит в муниципальный округ Горноуральский, управляется Южаковской территориальной администрацией.
Ранее деревня входила в состав Кайгородского сельсовета Пригородного района.

## Население
| 2002 | 2010 | 2021 |
| ---- | ---- | ---- |
| 85   | ↘74  | ↘50  |

## География
Деревня Корнилова расположена в 71 километре к юго-востоку от города Нижнего Тагила (в 86 километрах по автодорогам), в трёх километрах юго-восточнее села Южаково, на левом берегу реки Шиловки. Через деревню проходит местная дорога, образующая единственную улицу — Октябрьскую. В окрестностях деревни Корниловой находятся геологические и исторические памятники природы — старинные самоцветные копи Копь, Чернуха и другие.

## Предприятия
КФХ Суров